# (409) Aspasie
Pour les articles homonymes, voir Aspasie (homonymie).
(409) Aspasie est un astéroïde de la ceinture principale découvert par Auguste Charlois le 9 décembre 1895. Il fut nommé en honneur de Aspasie.